# Stanisław Janusz

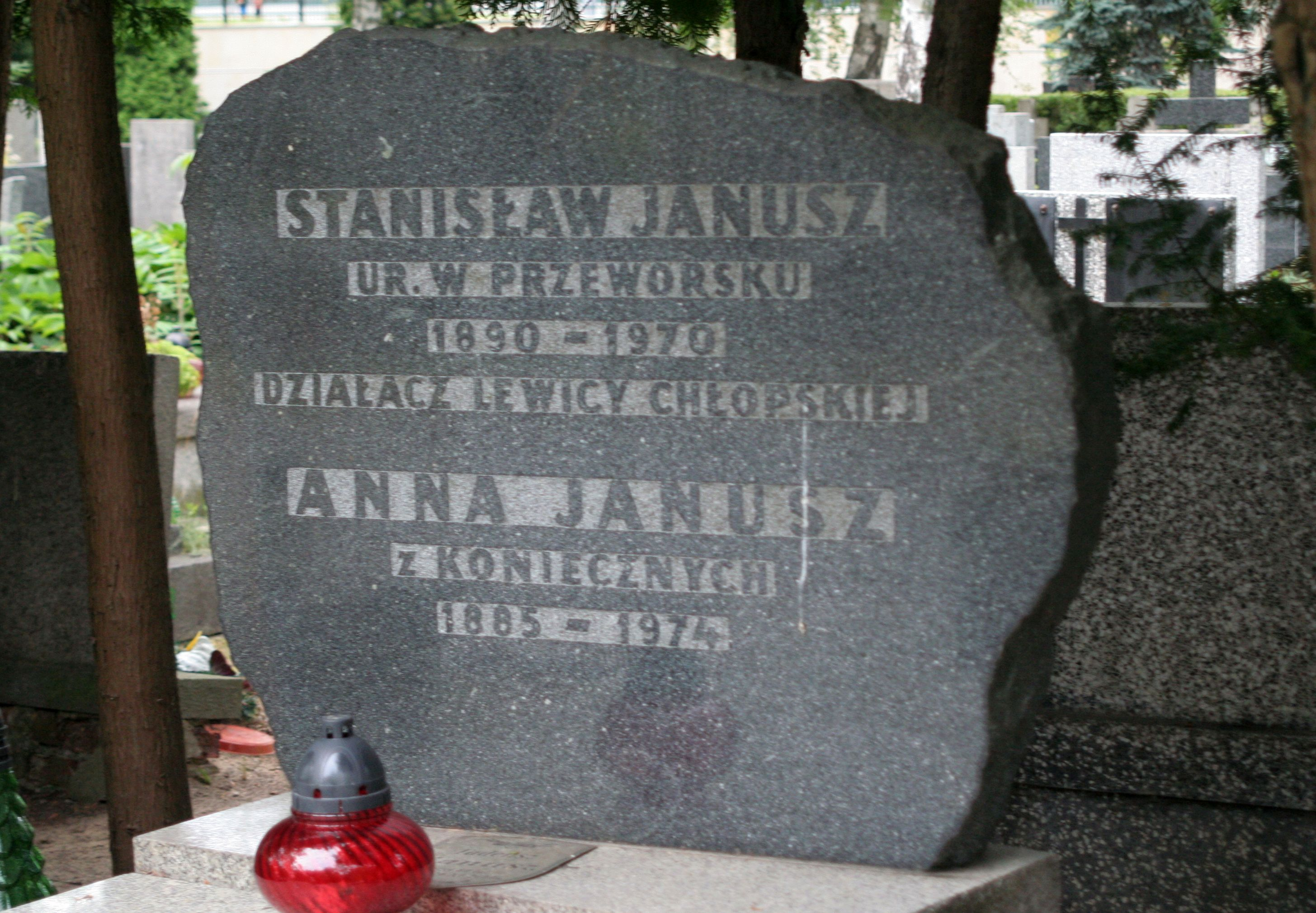
Grób Stanisława Janusza

Stanisław Janusz (ur. 25 kwietnia 1890 w Mokrej Stronie, zm. 15 października 1970 w Warszawie) – polski rolnik, polityk, działacz Stronnictwa Chłopskiego i Stronnictwa Ludowego, wojewoda w Rzeszowie (1944), poseł w latach 1928–1930 i 1944–1952.

## Życiorys
Urodził się 25 kwietnia 1890 w Mokrej Stronie (późniejszej dzielnicy Przeworska), w rodzinie Mateusza i Katarzyny z domu Kapusta. Ukończył szkołę powszechną w Przeworsku, przez rok uczęszczał także do gimnazjum w Jarosławiu. Podczas I wojny światowej służył w armii austriackiej, a od 1915 przebywał w niewoli rosyjskiej. Do kraju powrócił w 1918.
Od młodych lat był związany z radykalnym ruchem chłopskim, w 1927 przystąpił do Stronnictwa Chłopskiego. W latach 1928–1930 był posłem na Sejm RP II kadencji. W 1931 wraz z SCh przystąpił do Stronnictwa Ludowego, gdzie w latach 1933–1935 był członkiem Rady Naczelnej. Wykluczony został z partii za radykalizm. Współorganizował strajki chłopskie w powiecie przeworskim, przez co w 1933 był więziony przez sanację. W czasie II wojny światowej współpracował z Batalionami Chłopskimi, Armią Ludową i działaczami PPR, w związku z czym był więziony przez Gestapo.
Od 22 września 1944 do 22 października 1944 był wojewodą lwowskim z siedzibą w Rzeszowie. Równocześnie kierował wówczas Wojewódzką Radą Narodową w Rzeszowie, Od 1944 działał w prokomunistycznym Stronnictwie Ludowym, z ramienia którego w latach 1944–1947 był posłem do Krajowej Rady Narodowej. W latach 1944–1947 był także prezesem Zarządu Głównego Związku „Samopomocy Chłopskiej”, następnie honorowym prezesem. Od 9 października 1944 do 31 grudnia 1944 był wiceprzewodniczącym PKWN, a następnie – do 28 czerwca 1945 – był II wicepremierem w Rządzie Tymczasowym Edwarda Osóbki-Morawskiego. W latach 1947–1952 był posłem na Sejm Ustawodawczy, następnie od 1952 posłem na Sejm PRL I kadencji.
We wrześniu 1944 współtworzył Stronnictwo Ludowe, zostając jego wiceprezesem, którym był przez dwa miesiące. Od marca 1945 do stycznia 1946 przewodniczył radzie naczelnej tej partii. W listopadzie 1949 przystąpił wraz z nią do Zjednoczonego Stronnictwa Ludowego, gdzie zasiadał we władzach krajowych (m.in. do 1959 w NKW). Był członkiem zarządu głównego Ligi Przyjaciół Żołnierza oraz Towarzystwa Przyjaźni Polsko-Radzieckiej.
Zmarł 15 października 1970 w Warszawie. Został pochowany na cmentarzu Wojskowym na Powązkach w Warszawie (kwatera A2-tuje-7). Jego żoną była Anna Janusz z domu Konieczna (1885–1974).

## Ordery i odznaczenia
- Order Sztandaru Pracy I klasy (1965)
- Krzyż Komandorski z Gwiazdą Orderu Odrodzenia Polski (1945)
- Order Sztandaru Pracy II klasy (6 kwietnia 1955)[4]
- Złoty Krzyż Zasługi (dwukrotnie: 1945, 1946)
- Medal za Warszawę 1939–1945 (17 stycznia 1946)[5]
- Medal 10-lecia Polski Ludowej (10 stycznia 1955)[6]